# Jez Butterworth
Jeremy "Jez" Butterworth (Londres, marzo de 1969) es un dramaturgo, guionista y director de cine británico, más conocido por sus obras Mojo y Jerusalén y por la película Birthday Girl, protagonizada por Nicole Kidman y Ben Chaplin.

## Primeros años
Butterworth nació en Londres, Inglaterra, y asistió a la Verulam Comprehensive School y a la Saint John's College, en Cambridge. Su hermano Steve es un productor y sus hermanos Tom y John-Henry también son escritores.
Una influencia importante en el trabajo de Butterworth fue el gandador del Premio Nobel de Literatura, Harold Pinter. Según sus palabras: "... Conozco y admiro a Harold Pinter enormemente. Él tiene una influencia descomunal en mí, y él y sus conversaciones han inspirado mi trabajo".

## Carrera
Butterworth ha tenido gran éxito con su obra Mojo (que se estrenó en el Royal Court Theatre en 1995). Ganó un Premio Laurence Olivier, un Evening Standard y el Premio George Devine. Butterworth escribió y dirigió la adaptación cinematográfica de Mojo, lanzada en 1997. Él dirigió y coescribió con su hermano Tom la película Birthday Girl (2001), que fue producida por su hermano Steve y protagonizada por Nicole Kidman y Ben Chaplin, entre otros.
Butterworth también logró críticas positivas con sus obras Night Heron (que se estrenó también en el Royal Court en 2002) y The Winterling (estrenada en 2006).
Su obra Parlour Song se estrenó con elogios en el Atlantic Theatre Company, en la ciudad de Nueva York en el 2008.

## Trabajos

### Obras
- I Believe In Love (1992)
- Huge (1993)
- Mojo (1995)
- The Winterling (1996)
- The Night Heron (2002)
- Parlour Song (2008)
- Jerusalem (2008)
- The River (2012)[3]

### Cine
- Mojo (1997)
- Birthday Girl (2001)
- La última legión (2007)
- Huge 2009
- Fair Game (2010)
- Al filo del mañana (2014) – Coescritor con Christopher McQuarrie y John-Henry Butterworth
- Flag Day (2021)